# اتحاد جمعيات أمراض النساء والتوليد في الهند
اتحاد جمعيات أمراض النساء والتوليد في الهند هي منظمة مهنية تمثل الممارسين لمهنة أمراض النساء والتوليد في الهند.مع 209 عضو دائم و 25000 عضو منتشرون في أنحاء البلاد، اتحاد جمعيات أمراض النساء والتوليد في الهند واحدة من أكبر النقابات المهنية المتخصصة.

## تاريخها
ظهر اتحاد جمعيات أمراض التوليد والنساء بالهند رسميا 6 يناير،1950 بمدراس في المؤتمر السادس لأمراض التوليد والنساء، عندما قررت جمعيات أمراض النساء والتوليد في كل من أحمد اباد، بنغال، مومباى، مدراس وبنجاب أن يشكلوا من أنفسهم اتحاد جمعيات أمراض التوليد والنساء في الهند.بالإضافة إلى ذلك تم الاتفاق أن يكون مقرها مومباى.جاء إطلاق اتحاد جمعيات أمراض النساء والتوليد بالهند كمنظمة وطنية لأطباء أمراض النساء والتوليد بعد خمس مؤتمرات هندية تمهيدية، كانت الأولى من نوعها وعقدت في مدراس في عام 1936 ونظمتها مجتمعات أمراض النساء والتوليد الثلاثة الموجودة حينها في مومباي وكولكاتا ومدراس.
الكلية الهندية لأمراض النساء والتوليد هي الجناح الأكاديمي لاتحاد جمعيات أمراض النساء والتوليد بالهند مع أكثر من 770 زميلاً. تأسست من قبل اتحاد جمعيات أمراض التوليد والنساء بالهند في 21 ديسمبر 1984 لتعزيز التعليم،التدريب، البحث والمعرفة في التوليد وأمراض النساء والصحة الإنجابية.

## التنفيذ
أنشئ اتحاد جمعيات أمراض النساء والتوليد بالهند لتشجيع ونشر المعرفة والتعليم والبحث في مجال التوليد وأمراض النساء، وتعزيز الخدمات الوقائية والعلاجية المتعلقة بممارسة التوليد وأمراض النساء من أجل تحسين صحة المرأة في الهند والأطفال على وجه الخصوص وتنمية المجتمع بشكل عام، و للدعوة لقضية الصحة الإنجابية والحقوق ودعم وحماية مصالح ممارسي طب التوليد وأمراض النساء في الهند.
مجلة التوليد وأمراض النساء في الهند هي النشرة الرسمية لاتحاد جمعيات أمراض النساء و التوليد ويتم نشرها كل شهرين وتعميمها على كل عضو فردي.تحتوي على مقالات ومساهمات حول البحوث الأساسية والممارسة السريرية وكذلك تقارير الحالة ذات الأهمية الإكلينيكية. مع موقع اتحاد جمعيات أمراض النساء والتوليد الرسمى www.fogsi.org ، ويتمتع اتحاد جمعيات أمراض النساء والتوليد بحضور هام في مؤتمر سيبرسبيس الذي يعمل على تعزيز وتحقيق أهداف وغايات الاتحاد.
كما أن يواصل الاتحاد عقد مؤتمر عمومى في الهند لأمراض النساء والتوليد، بصورة سنوية في يناير لمدة أربعة أيام.كما ينظم اتحاد جمعيات أمراض النساء والتوليد بالهند أيضا، أربعة مؤتمرات إقليمية للشباب لتعزيز وعرض المواهب الشابة كل عام.إلى جانب هذه المؤتمرات السنوية، يتم تنفيذ العديد من الأنشطة الأكاديمية على مدار العام في جميع أنحاء البلاد مع وجود ستة وعشرين لجنة فرعية متخصصة تعمل في الوقت ذاته في المناطق المخصصة لها.
كما يتعاون الاتحاد مع حكومة الهند ويشاركها، ما يعتبر ذلك بمثابة دعوة عامة إلى جميع الهيئات الحكومية المعنية بصنع القرار بشأن القضايا المتعلقة بصحة المرأة.
لدى اتحاد جمعيات أمراض النساء والتوليد بالهند صلات وثيقة وانتماء إلى منظمات دولية وإقليمية مثل الاتحاد الدولي لأمراض النساء والتوليد، الاتحاد الأسيوي لأمراض النساء والتوليد  واتحاد جنوب أسيا لأمراض النساء والتوليد، كما أن العديد من أعضائها يشغلون مناصب في تلك المنظمات من وقت لآخر.
تحت توجيه رئيس الدولة يختاراتحاد جمعيات أمراض النساء والتوليد بالهند كل عام موضوع لتسليط الضوء على أهمية قضية معينة تتعلق بصحة المرأة.مما يسمح بمشاركة الكثير من الاعضاء.